# Fausto Borin
Fausto Borin (Thiene, 11 febbraio 1959) è un allenatore di calcio ed ex calciatore italiano, di ruolo portiere.

## Carriera
La sua prima squadra è stata il Conegliano, dove ha giocato in Serie D nel 1977-1978 e poi in Serie C2 la stagione successiva. Nel 1979 passò all'Udinese in Serie A. In bianconero debuttò nella massima serie a Pescara l'11 maggio 1980 nella partita Pescara-Udinese (1-1). Dal 1981 invece iniziò a giocare con maggiore continuità.
Lasciò il Friuli nel 1984, dopo aver giocato 38 partite in Serie A subendo 42 reti. La stagione seguente passò alla Cremonese; con i grigiorossi debuttò il 16 settembre 1984 a Genova nella partita Sampdoria-Cremonese (1-0), sempre in Serie A. La stagione si concluse con la retrocessione in Serie B.
La stagione 1985-86 la disputò in Serie B al Cesena, totalizzando 28 presenze. Nell'annata 1986-1987 giocò una stagione in Serie B a San Benedetto del Tronto. A campionato inoltrato, nel 1987-88 in seguito alla lunga squalifica comminata a Rino Gandini venne ingaggiato dalla Triestina, in lotta per non retrocedere, come terzo portiere, senza disputare alcun incontro ma vantando solo presenze in panchina come dodicesimo di Cortiula.
Complessivamente ha totalizzato 66 presenze in serie A.